# Walckenaeria obtusa
Walckenaeria obtusa là một loài nhện trong họ Linyphiidae. Chúng được John Blackwall miêu tả năm 1836.